# Patima
Patima là một chi thực vật có hoa trong họ Thiến thảo (Rubiaceae).

## Loài
Chi Patima gồm các loài: